# Windows HPC Server 2008
HPC Server 2008 é um sistema operacional desenvolvido pela Microsoft e sucessor ao Windows Compute Cluster Server 2003, lançado em 22 de setembro de 2008. Desenvolvido para computação de alto desempenho e resolução de problemas complexos, como:
- Decodificação de genomas
- Animação de filmes
- Análise de riscos financeiros
- Simplificação de simulação de testes de colisão
- Modelagem de soluções de meteorologia global
- Dinâmica de fluido computacional (CFD) e outros problemas altamente complexos.[2]

## Principais Recursos
- Integração com o Windows Azure na qual pode-se usar recursos em execução de um Datacenter do Windows, para ampliar a capacidade de seu cluster do Windows HPC local.

- Com o Windows HPC pode-se usar computadores inativos com Windows 7 para estender a capacidade de computação dos clusters existentes sem precisar comprar hardware adicional.